# لیگ قهرمانان آسیا ۲۰۱۷
لیگ قهرمانان آسیا ۲۰۱۷ سی و ششمین دورهٔ مسابقات باشگاهی قهرمانی آسیا و پانزدهمین دوره تحت عنوان لیگ قهرمانان آسیا که توسط کنفدراسیون فوتبال آسیا برگزار شد.
تیم اوراوا رد دیاموندز ژاپن با غلبه بر تیم الهلال عربستان سعودی در فینال مسابقات برای دومین بار قهرمان این دوره از رقابت‌ها شد و به مسابقات جام باشگاه‌های جهان ۲۰۱۷ راه یافت.

## نحوه محاسبه سهمیه کشورها
کمیته مسابقات ای‌اف‌سی پیشنهاد اصلاح مسابقات باشگاه‌های ای‌اف‌سی را در ۲۵ ژانویه ۲۰۱۴، که توسط کمیته اجرایی ای‌اف‌سی در تاریخ ۱۶ آوریل ۲۰۱۵ تصویب شد ارائه داد. این دو کمیته سهمیه‌های در نظر گرفته شده ۴۶ فدراسیون عضو ای‌اف‌سی (به استثنای اعضای وابسته جزایر ماریانای شمالی) بر اساس عملکرد تیم ملی و باشگاه‌های خود در چهار سال گذشته در مسابقات ای‌اف‌سی و همچنین با توجه به رتبه‌بندی ای‌اف‌سی در سال ۲۰۱۶، را برای فدراسیون‌ها جهت حضور در لیگ قهرمانان آسیا در سال‌های ۲۰۱۷ و ۲۰۱۸ با شرایط زیر تعیین کردند:
- این فدراسیون‌ها به دو منطقه تقسیم می‌شوند:
  - منطقه غرب تشکیل شده از فدراسیون فوتبال غرب آسیا (WAFF)، فدراسیون فوتبال آسیای مرکزی (CAFA) و فدراسیون فوتبال جنوب آسیا (SAFF).
  - منطقه شرق تشکیل شده از فدراسیون فوتبال آسیان (AFF)، و فدراسیون فوتبال شرق آسیا (EAFF).
- هر منطقه، چهار گروه چهار تیمه در مرحله گروهی که ۱۲ سهمیه مستقیم و چهار سهمیه دیگر آن به صورت پلی-آف انتخاب می‌شوند را شامل می‌شوند.
- ۱۲ کفدراسیون برتر در هر منطقه به ترتیب رتبه‌بندی ای‌اف‌سی، تا زمانی‌که معیارهای صدور مجوز توسط ای‌اف‌سی را رعایت کنند واجد شرایط برای ورود به لیگ قهرمانان آسیا می‌باشند.
- شش فدراسیون برتر در هر منطقه حداقل یک سهمیه مستقیم در مرحله گروهی را دریافت می‌کنند، این در حالیست که سایر فدراسیون‌ها فقط سهمیه بازی پلی-آف را دریافت می‌کنند:
  - فدراسیون‌هایی که در مکان نخست و دوم رتبه‌بندی قرار دارند، سه سهمیه مستقیم و یک سهمیه پلی-آف را کسب می‌کنند (در پلی-آف اصلی).
  - فدراسیون‌هایی که در مکان سوم رتبه‌بندی قرار دارند، دو سهمیه مستقیم و دو سهمیه پلی-آف را کسب می‌کنند (هر دو در پلی-آف اصلی).
  - فدراسیون‌هایی که در مکان چهارم رتبه‌بندی قرار دارند، دو سهمیه مستقیم و دو سهمیه پلی-آف را کسب می‌کنند (هر دو در پلی-آف مقدماتی ۲).
  - فدراسیون‌هایی که در مکان پنجم رتبه‌بندی قرار دارند، یک سهمیه مستقیم و دو سهمیه پلی-آف را کسب می‌کنند (هر دو در پلی-آف مقدماتی ۲).
  - فدراسیون‌هایی که در مکان ششم رتبه‌بندی قرار دارند، یک سهمیه مستقیم و یک سهمیه پلی-آف را کسب می‌کنند (در پلی-آف مقدماتی ۲).
  - فدراسیون‌هایی که در مکان هفتم تا دوازدهم رتبه‌بندی قرار دارند، هر کدام یک سهمیه پلی-آف را کسب می‌کنند (در پلی-آف مقدماتی ۱).
- حداکثر تعداد سهمیه‌ها برای هر فدراسیون یک سوم کل تعداد باشگاه‌های بالا می‌باشد.
- در صورتی‌که فدراسیونی به هر دلیلی سهمیه‌های مستقیم خود را از دست دهد، سهمیه‌های آن فدراسیون بین فدراسیون‌های بالاتر با در نظر گرفتن اینکه هر کشوری حداکثر سه سهمیه مستقیم خواهد داشت، تقسیم می‌شود.
- در صورتی‌که فدراسیونی به هر دلیلی سهمیه‌های پلی-آف خود را از دست دهد، سهمیه‌های آن فدراسیون حذف شده و بین هیچ فدراسیونی تقسیم نخواهد شد.

برای لیگ قهرمانان آسیا ۲۰۱۷، فدراسیون‌ها بر اساس رتبه‌بندی فدراسیون خود که در تاریخ ۳۰ نوامبر ۲۰۱۶ منتشره شده بود٬ شرایط سهمیه‌های اختصاص‌یافته به خود را دریافت کردند، که به عملکرد آن‌ها در لیگ قهرمانان آسیا، ای‌اف‌سی کاپ و همچنین تیم ملی فوتبال خود در رتبه‌بندی جهانی فیفا، طی سال‌های ۲۰۱۳ تا ۲۰۱۶ بستگی داشته است.
سهمیه‌های انتخاب‌شده در تاریخ ۷ دسامبر ۲۰۱۶ اعلام شد و کشورهای هند و مالدیو به منطقه غرب بازگشتند. سهمیه‌های انتخاب‌شده نهایی پس از آن‌که سهمیه‌هایی که تعیین نشده توزیع شد، در تاریخ ۱۲ دسامبر ۲۰۱۶ اعلام شد.
| شرکت‌کنندگان در لیگ قهرمانان آسیا ۲۰۱۷ | شرکت‌کنندگان در لیگ قهرمانان آسیا ۲۰۱۷ |
| ------------------------------------- | ------------------------------------- |
|                                       | کسب حدنصاب سهمیه                      |
|                                       | عدم کسب حدنصاب سهمیه                  |

| رتبه در  | رتبه در  | اعضاء فدراسیون    | امتیاز   | سهمیه‌ها     | سهمیه‌ها | سهمیه‌ها | سهمیه‌ها |
| رتبه در  | رتبه در  | اعضاء فدراسیون    | امتیاز   | مرحله گروهی | پلی-آف  | پلی-آف  | پلی-آف  |
| منطقه    | کل       | اعضاء فدراسیون    | امتیاز   | مرحله گروهی | اصلی    | دور ۲   | دور ۱   |
| -------- | -------- | ----------------- | -------- | ----------- | ------- | ------- | ------- |
| ۱        | ۲        | امارات متحدهٔ عربی | ۸۷٬۵۵۵   | ۳           | ۱       | ۰       | ۰       |
| ۲        | ۳        | عربستان سعودی     | ۸۴٬۶۹۸   | ۳           | ۱       | ۰       | ۰       |
| ۳        | ۴        | ایران             | ۷۸٬۹۰۸   | ۳           | ۱       | ۰       | ۰       |
| ۴        | ۵        | قطر               | ۷۸٬۱۷۱   | ۲           | ۲       | ۰       | ۰       |
| ۵        | ۹        | ازبکستان          | ۵۶٬۸۷۶   | ۱           | ۱       | ۱       | ۰       |
| ۶        | ۱۰       | عراق[ی. عراق]     | ۳۷٬۲۴۰   | ۰           | ۰       | ۰       | ۰       |
| ۷        | ۱۱       | کویت[ی. کویت]     | ۳۶٬۴۵۷   | ۰           | ۰       | ۰       | ۰       |
| ۸        | ۱۳       | سوریه[ی. سوریه]   | ۳۴٬۲۵۷   | ۰           | ۰       | ۰       | ۰       |
| ۹        | ۱۵       | اردن              | ۳۱٬۲۱۳   | ۰           | ۰       | ۱       | ۰       |
| ۱۰       | ۱۸       | هند               | ۲۷٬۹۳۰   | ۰           | ۰       | ۱       | ۰       |
| ۱۱       | ۱۹       | بحرین             | ۲۷٬۳۵۳   | ۰           | ۰       | ۱       | ۰       |
| ۱۲       | ۲۰       | لبنان[ی. لبنان]   | ۲۲٬۰۷۷   | ۰           | ۰       | ۰       | ۰       |
| در مجموع | در مجموع | در مجموع          | در مجموع | ۱۲          | ۶       | ۴       | ۰       |
| در مجموع | در مجموع | در مجموع          | در مجموع | ۱۲          | ۱۰      |         |         |
| در مجموع | در مجموع | در مجموع          | در مجموع | ۲۲          |         |         |         |

| رتبه در  | رتبه در  | اعضاء فدراسیون        | امتیاز   | سهمیه‌ها     | سهمیه‌ها | سهمیه‌ها | سهمیه‌ها |
| رتبه در  | رتبه در  | اعضاء فدراسیون        | امتیاز   | مرحله گروهی | پلی-آف  | پلی-آف  | پلی-آف  |
| منطقه    | کل       | اعضاء فدراسیون        | امتیاز   | مرحله گروهی | اصلی    | دور ۲   | دور ۱   |
| -------- | -------- | --------------------- | -------- | ----------- | ------- | ------- | ------- |
| ۱        | ۱        | کرهٔ جنوبی             | ۹۶٬۳۱۱   | ۳           | ۱       | ۰       | ۰       |
| ۲        | ۶        | ژاپن                  | ۷۵٬۸۰۷   | ۳           | ۱       | ۰       | ۰       |
| ۳        | ۷        | چین                   | ۷۲٬۷۱۹   | ۲           | ۲       | ۰       | ۰       |
| ۴        | ۸        | استرالیا[ی. استرالیا] | ۷۲٬۵۹۹   | ۲           | ۰       | ۱       | ۰       |
| ۵        | ۱۲       | تایلند                | ۳۴٬۷۵۳   | ۱           | ۰       | ۲       | ۰       |
| ۶        | ۱۴       | هنگ‌کنگ                | ۳۱٬۷۹۷   | ۱           | ۰       | ۱       | ۰       |
| ۷        | ۱۶       | ویتنام                | ۲۹٬۲۷۳   | ۰           | ۰       | ۱       | ۰       |
| ۸        | ۱۷       | مالزی                 | ۲۸٬۸۶۵   | ۰           | ۰       | ۱       | ۰       |
| ۹        | ۲۱       | اندونزی[ی. اندونزی]   | ۲۰٬۳۷۲   | ۰           | ۰       | ۰       | ۰       |
| ۱۰       | ۲۱       | میانمار               | ۱۷٬۲۲۰   | ۰           | ۰       | ۱       | ۰       |
| ۱۱       | ۲۵       | فیلیپین               | ۱۷٬۱۸۸   | ۰           | ۰       | ۰       | ۱       |
| ۱۲       | ۲۷       | سنگاپور               | ۱۳٬۶۶۴   | ۰           | ۰       | ۰       | ۱       |
| در مجموع | در مجموع | در مجموع              | در مجموع | ۱۲          | ۴       | ۷       | ۲       |
| در مجموع | در مجموع | در مجموع              | در مجموع | ۱۲          | ۱۳      |         |         |
| در مجموع | در مجموع | در مجموع              | در مجموع | ۲۵          |         |         |         |

یادداشت‌ها
1. ^ استرالیا (AUS): شرایطی که در بخش بالا توسط فدراسیون فوتبال استرالیا ارائه شده نشان می‌دهد که با توجه به اینکه در لیگ استرالیا، ای-لیگ در فصل ۱۶–۲۰۱۵ تنها ۹ تیم حضور داشتند پس تنها می‌تواند ۳ تیم را روانه مسابقات کند.
2. ^  اندونزی (IDN): فدراسیون فوتبال کشور اندونزی هیچ تیمی برای این فصل ارائه نداد.
3. ^ عراق (IRQ): فدراسیون فوتبال کشور عراق معیارهای صدور مجوز توسط ای‌اف‌سی را رعایت نکرد.
4. ^ کویت (KUW): فدراسیون فوتبال کویت به دلیل تعلیق توسط فیفا نمی‌تواند در این تورنمنت حضور یابد.[۱۱]
5. ^ لبنان (LIB): فدراسیون فوتبال کشور لبنان معیارهای صدور مجوز توسط ای‌اف‌سی را رعایت نکرد.
6. ^ سوریه (SYR): فدراسیون فوتبال کشور سوریه معیارهای صدور مجوز توسط ای‌اف‌سی را رعایت نکرد.

## تیم‌ها
۴۹ تیم زیر از ۱۹ فدراسیون وارد رقابت‌ها شدند.
در جدول زیر، تعداد حضور و آخرین حضور تیم‌ها تنها از فصل ۰۳–۲۰۰۲ (شامل مرحله انتخابی)، یعنی از زمانی که تورنمنت به لیگ قهرمانان آسیا تغییر نام داد، شمارش می‌شود.
| تیم                                             | نحوه صعود                                                         | تعداد حضور                                      | آخرین حضور                                      |
| صعودکنندگان مستقیم به مرحله گروهی (گروه A تا D) | صعودکنندگان مستقیم به مرحله گروهی (گروه A تا D)                   | صعودکنندگان مستقیم به مرحله گروهی (گروه A تا D) | صعودکنندگان مستقیم به مرحله گروهی (گروه A تا D) |
| ----------------------------------------------- | ----------------------------------------------------------------- | ----------------------------------------------- | ----------------------------------------------- |
| الاهلی                                          | قهرمان لیگ حرفه‌ای امارات ۱۶–۲۰۱۵                                  | ۷                                               | ۲۰۱۵                                            |
| الجزیره                                         | قهرمان جام ریاست جمهوری فوتبال امارات ۱۶–۲۰۱۵                     | ۹                                               | ۲۰۱۶                                            |
| العین                                           | نایب قهرمان لیگ حرفه‌ای امارات ۱۶–۲۰۱۵                             | ۱۲                                              | ۲۰۱۶                                            |
| الاهلی                                          | قهرمان لیگ حرفه‌ای سعودی ۱۶–۲۰۱۵ و قهرمان جام پادشاهی عربستان ۲۰۱۶ | ۹                                               | ۲۰۱۶                                            |
| الهلال                                          | نایب‌قهرمان لیگ حرفه‌ای سعودی ۱۶–۲۰۱۵                               | ۱۳                                              | ۲۰۱۶                                            |
| التعاون                                         | مقام چهارم لیگ حرفه‌ای سعودی ۱۶–۲۰۱۵ [ی. عربستان]                  | ۱                                               | -                                               |
| استقلال خوزستان                                 | قهرمان لیگ برتر فوتبال ایران ۹۵–۱۳۹۴                              | ۱                                               | -                                               |
| ذوب‌آهن                                          | قهرمان جام حذفی فوتبال ایران ۹۵–۱۳۹۴                              | ۶                                               | ۲۰۱۶                                            |
| پرسپولیس                                        | نایب‌قهرمان لیگ برتر فوتبال ایران ۹۵–۱۳۹۴                          | ۶                                               | ۲۰۱۵                                            |
| الریان                                          | قهرمان لیگ ستارگان قطر ۱۶–۲۰۱۵                                    | ۷                                               | ۲۰۱۴                                            |
| لخویا                                           | قهرمان جام امیر قطر ۲۰۱۶                                          | ۶                                               | ۲۰۱۶                                            |
| لوکوموتیو تاشکند                                | قهرمان لیگ ازبک ۲۰۱۶ و قهرمان جام ازبک ۲۰۱۶                       | ۵                                               | ۲۰۱۶                                            |
| شرکت کنندگان در مرحله مقدماتی پلی‌آف             |                                                                   |                                                 |                                                 |
| واردشدگان به مرحله پلی‌آف                        |                                                                   |                                                 |                                                 |
| الوحده                                          | مقام سوم لیگ حرفه‌ای امارات ۱۶–۲۰۱۵                                | ۸                                               | ۲۰۱۵                                            |
| الفتح                                           | مقام پنجم لیگ حرفه‌ای سعودی ۱۶–۲۰۱۵ [ی. عربستان]                   | ۲                                               | ۲۰۱۴                                            |
| استقلال                                         | مقام سوم لیگ برتر فوتبال ایران ۹۵–۱۳۹۴                            | ۸                                               | ۲۰۱۴                                            |
| الجیش                                           | نایب‌قهرمان لیگ ستارگان قطر ۱۶–۲۰۱۵                                | ۵                                               | ۲۰۱۶                                            |
| السد                                            | مقام سوم لیگ ستارگان قطر ۱۶–۲۰۱۵                                  | ۱۲                                              | ۲۰۱۶                                            |
| بنیادکار                                        | نایب‌قهرمان لیگ ازبک ۲۰۱۶                                          | ۱۰                                              | ۲۰۱۶                                            |
| واردشدگان به مقدماتی دور ۲                      |                                                                   |                                                 |                                                 |
| نسف قرشی                                        | مقام سوم لیگ ازبک ۲۰۱۶                                            | ۵                                               | ۲۰۱۶                                            |
| الوحدات                                         | قهرمان لیگ اردن ۱۶–۲۰۱۵                                           | ۴                                               | ۲۰۱۶                                            |
| بنگالورو                                        | قهرمان آی-لیگ ۱۶–۲۰۱۵                                             | ۲                                               | ۲۰۱۵                                            |
| الحد                                            | قهرمان لیگ برتر بحرین ۱۶–۲۰۱۵                                     | ۲                                               | ۲۰۱۴                                            |

| تیم                                             | نحوه صعود                                            | تعداد حضور                                      | آخرین حضور                                      |
| صعودکنندگان مستقیم به مرحله گروهی (گروه E تا H) | صعودکنندگان مستقیم به مرحله گروهی (گروه E تا H)      | صعودکنندگان مستقیم به مرحله گروهی (گروه E تا H) | صعودکنندگان مستقیم به مرحله گروهی (گروه E تا H) |
| ----------------------------------------------- | ---------------------------------------------------- | ----------------------------------------------- | ----------------------------------------------- |
| سئول                                            | قهرمان کی‌لیگ کلاسیک ۲۰۱۶                             | ۷                                               | ۲۰۱۶                                            |
| سوون سامسونگ                                    | قهرمان اف‌ای کاپ کره جنوبی ۲۰۱۶                       | ۸                                               | ۲۰۱۶                                            |
| ججو یونایتد                                     | مقام سوم کی‌لیگ کلاسیک ۲۰۱۶ [ی. کره]                  | ۲                                               | ۲۰۱۱                                            |
| کاشیما آنتلرز                                   | قهرمان جی۱لیگ ۲۰۱۶ قهرمان جام امپراتور ۲۰۱۶          | ۷                                               | ۲۰۱۵                                            |
| اوراوا رد دیاموندز                              | نایب‌قهرمان جی۱لیگ ۲۰۱۶                               | ۶                                               | ۲۰۱۶                                            |
| کاوازاکی فرونتال                                | مقام سوم جی۱لیگ ۲۰۱۶                                 | ۵                                               | ۲۰۱۴                                            |
| گوانگ‌ژو اورگراند                                | قهرمان سوپر لیگ چین ۱۶–۲۰۱۵ قهرمان اف‌ای کاپ چین ۲۰۱۶ | ۶                                               | ۲۰۱۶                                            |
| جیانگسو سونینگ[ی. چین]                          | نایب‌قهرمان سوپر لیگ چین ۲۰۱۶                         | ۳                                               | ۲۰۱۶                                            |
| آدلاید یونایتد                                  | قهرمان ای-لیگ ۱۶–۲۰۱۵ قهرمان گرند فینال ای-لیگ ۲۰۱۶  | ۶                                               | ۲۰۱۶                                            |
| وسترن سیدنی واندررز                             | نایب‌قهرمان ای-لیگ ۱۶–۲۰۱۵                            | ۳                                               | ۲۰۱۵                                            |
| موانگتونگ یونایتد                               | قهرمان تای‌لیگ ۲۰۱۶ [ی. تایلند]                       | ۶                                               | ۲۰۱۶                                            |
| ایسترن                                          | قهرمان لیگ برتر فوتبال هنگ کنگ ۱۶–۲۰۱۵ [ی. هنگ کنگ]  | ۱                                               | -                                               |
| شرکت کنندگان در مرحله مقدماتی پلی‌آف             |                                                      |                                                 |                                                 |
| واردشدگان به مرحله پلی‌آف                        |                                                      |                                                 |                                                 |
| اولسان هیوندای                                  | مقام چهارم کی‌لیگ کلاسیک ۲۰۱۶ [ی. کره]                | ۵                                               | ۲۰۱۴                                            |
| گامبا اوساکا                                    | مقام چهارم جی۱لیگ ۲۰۱۶                               | ۹                                               | ۲۰۱۶                                            |
| اس‌آی‌پی‌جی                                        | مقام سوم سوپر لیگ چین ۲۰۱۶                           | ۲                                               | ۲۰۱۶                                            |
| شانگهای شنهوآ                                   | مقام چهارم سوپر لیگ چین ۲۰۱۶                         | ۷                                               | ۲۰۱۱                                            |
| واردشدگان به مقدماتی دور ۲                      |                                                      |                                                 |                                                 |
| بریزبن رور                                      | مقام سوم ای-لیگ ۱۶–۲۰۱۵                              | ۴                                               | ۲۰۱۵                                            |
| سوکوتای                                         | قهرمان مشترک اف‌ای کاپ تایلند ۲۰۱۶ [ی. تایلند]        | ۱                                               | -                                               |
| بانکوک یونایتد                                  | نایب‌قهرمان تای‌لیگ ۲۰۱۶ [ی. تایلند]                   | ۲                                               | ۲۰۰۷                                            |
| کیتچی                                           | قهرمان پلی-آف فصل هنگ کنگ ۱۶–۲۰۱۵ [ی. هنگ‌کنگ]        | ۳                                               | ۲۰۱۶                                            |
| هانوی                                           | نایب قهرمان وی. لیگ۱ ۲۰۱۶                            | ۴                                               | ۲۰۱۶                                            |
| جوهور دارالتعظیم                                | قهرمان لیگا سوپر ۲۰۱۶                                | ۳                                               | ۲۰۱۶                                            |
| یاداناربون                                      | قهرمان لیگ ملی میانمار ۲۰۱۶                          | ۲                                               | ۲۰۱۵                                            |
| واردشدگان به مقدماتی دور ۱                      |                                                      |                                                 |                                                 |
| گلوبال                                          | قهرمان لیگ فوتبال فیلیپین ۲۰۱۶                       | ۱                                               | -                                               |
| تامپینس روفرز                                   | نایب‌قهرمان اس. لیگ ۲۰۱۶ [ی. سنگاپور]                 | ۳                                               | ۲۰۱۶                                            |

یادداشت‌ها
1. ^ چین (CHN): باشگاه فوتبال جیانگسو سونینگ در دسامبر ۲۰۱۵ نام خود را از «جیانگ سو سانتی» به نام کنونی تغییر داد.
2. ^ هنگ کنگ (HKG): باشگاه فوتبال ایسترن، قهرمان لیگ برتر فوتبال هنگ کنگ در فصل ۱۶–۲۰۱۵، در ابتدا به دلیل مشکلات مالی اقدام به انصراف از لیگ قهرمانان کرد، در نتیجه فدراسیون فوتبال هنگ کنگ تصمیم گرفت که باشگاه فوتبال کیتچی، قهرمان پلی-آف فصل هنگ کنگ ۱۶–۲۰۱۵ را از مرحله پلی-آف مقدماتی دور ۲ به جای ایسترن وارد مرحله گروهی کند و باشگاه فوتبال ساترن دیستریت را روانه مسابقات مقدماتی کند که با مخالفت ای‌اف‌سی مواجه شد؛[۱۲][۱۳] در نهایت فدراسیون فوتبال هنگ کنگ در تاریخ ۲۱ نوامبر ۲۰۱۶ تصمیم خود را تغییر داد و نمایندگان خود را ایسترن و کیتچی معرفی کرد.[۱۴]
3. ^ کره جنوبی (KOR): در تاریخ ۱۸ ژانویه ۲۰۱۷، چونبوک هیوندای موتورز، نایب‌قهرمان کی‌لیگ کلاسیک در فصل ۲۰۱۶ به دلیل رسوایی رشوه‌خواری در کی‌لیگ کلاسیک از لیگ قهرمانان ۲۰۱۷ حذف شد؛[۱۵] در نتیجه ججو یونایتد، مقام سوم کی‌لیگ کلاسیک، به جای حضور در مسابقات مقدماتی وارد مرحله گروهی شد، همچنین اولسان هیوندای، مقام چهارم کی‌لیگ کلاسیک، به جای ججو یونایتد، وارد مراحل مقدماتی تورنمنت شد.
4. ^ عربستان سعودی (KSA): باشگاه فوتبال الاتحاد، تیم سوم لیگ حرفه‌ای سعودی در فصل ۱۶–۲۰۱۵، به دلیل مشکلات مربوط به اخذ مجوز باشگاه، نمی‌تواند در لیگ قهرمانان آسیا حضور داشته باشد. در نتیجه باشگاه فوتبال التعاون، مقام چهارم لیگ حرفه‌ای سعودی به جای گذراندن مسابقات مراحل مقدماتی، وارد مرحله گروهی شد و باشگاه فوتبال الفتح، مقام پنجم لیگ حرفه‌ای سعودی به جای التعاون وارد مسابقات مراحل مقدماتی تورنمنت شد.[۱۶]
5. ^ سنگاپور (SIN): باشگاه فوتبال آلبیرکس نیگاتا سنگاپور، قهرمان اس‌لیگ در فصل ۲۰۱۶، یک تیم وابسته به باشگاه ژاپنی آلبیرکس نیگاتا می‌باشد و در نتیجه نمی‌تواند نماینده سنگاپور در لیگ قهرمانان به‌شمار آید؛ بنابراین به جای این تیم، باشگاه فوتبال تامپینس روفرز وارد مسابقات مرحله مقدماتی تورنمنت شد.
6. ^ تایلند (THA): در پی مرگ ناگهانی پادشاه بومیپول آدولیاده، فدراسیون فوتبال تایلند، باقی‌مانده تای لیگ در فصل ۲۰۱۶ را در تاریخ ۱۴ اکتبر ۲۰۱۶ رسماً لغو کرد.[۱۷] جدول رده‌بندی تای‌لیگ در زمانی‌که ناتمام باقی‌ماند نشان از قهرمانی باشگاه فوتبال موانگتونگ یونایتد و نایب‌قهرمانی باشگاه فوتبال بانکوک یونایتد می‌داد و آن دو وارد مسابقات لیگ قهرمانان شدند. برای دیگر سهمیه این کشور، تصمیم بر آن شد که در طی یک قرعه‌کشی بین چهار تیمی که در نیمه‌نهایی جام حذفی تایلند در فصل ۲۰۱۶ حضور داشتند، یک تیم روانه مسابقات مراحل مقدماتی تورنمت شود، که باشگاه فوتبال سوکوتای انتخاب شد.[۱۸]

## زمان‌بندی
زمان‌بندی مسابقات به شرح زیر است: از سال ۲۰۱۷، مسابقات در منطقه غربی، به جای سه‌شنبه‌ها و چهارشنبه‌ها در روزهای دوشنبه و سه‌شنبه برگزار می‌شود.
| مرحله         | دور           | تاریخ قرعه‌کشی                        | دیدار رفت              | دیدار برگشت            |
| ------------- | ------------- | ------------------------------------ | ---------------------- | ---------------------- |
| مرحله مقدماتی | مقدماتی دور ۱ | بدون قرعه‌کشی                         | ۲۴ ژانویه ۲۰۱۷         | ۲۴ ژانویه ۲۰۱۷         |
| مرحله مقدماتی | مقدماتی دور ۱ | بدون قرعه‌کشی                         | ۲۵ و ۳۱ ژانویه ۲۰۱۷    | ۲۵ و ۳۱ ژانویه ۲۰۱۷    |
| مرحله پلی-آف  | پلی-آف اصلی   | بدون قرعه‌کشی                         | ۷–۸ فوریه ۲۰۱۷         | ۷–۸ فوریه ۲۰۱۷         |
| مرحله گروهی   | روزمسابقه ۱   | ۱۳ دسامبر ۲۰۱۶ (پتالینگ جایا، مالزی) | ۲۰–۲۲ فوریه ۲۰۱۷       | ۲۰–۲۲ فوریه ۲۰۱۷       |
| مرحله گروهی   | روزمسابقه ۲   | ۱۳ دسامبر ۲۰۱۶ (پتالینگ جایا، مالزی) | ۲۷ فوریه - ۱ مارس ۲۰۱۷ | ۲۷ فوریه - ۱ مارس ۲۰۱۷ |
| مرحله گروهی   | روزمسابقه ۳   | ۱۳ دسامبر ۲۰۱۶ (پتالینگ جایا، مالزی) | ۱۳–۱۵ مارس ۲۰۱۷        | ۱۳–۱۵ مارس ۲۰۱۷        |
| مرحله گروهی   | روزمسابقه ۴   | ۱۳ دسامبر ۲۰۱۶ (پتالینگ جایا، مالزی) | ۱۰–۱۲ آوریل ۲۰۱۷       | ۱۰–۱۲ آوریل ۲۰۱۷       |
| مرحله گروهی   | روزمسابقه ۵   | ۱۳ دسامبر ۲۰۱۶ (پتالینگ جایا، مالزی) | ۲۴–۲۶ آوریل ۲۰۱۷       | ۲۴–۲۶ آوریل ۲۰۱۷       |
| مرحله گروهی   | روزمسابقه ۶   | ۱۳ دسامبر ۲۰۱۶ (پتالینگ جایا، مالزی) | ۸–۱۰ مه ۲۰۱۷           | ۸–۱۰ مه ۲۰۱۷           |
| مرحله حذفی    | یک‌هشتم نهایی  | ۱۳ دسامبر ۲۰۱۶ (پتالینگ جایا، مالزی) | ۲۲–۲۴ مه ۲۰۱۷          | ۲۹–۳۱ مه ۲۰۱۷          |
| مرحله حذفی    | یک‌چهارم نهایی | ۶ ژوئن ۲۰۱۷ (کوالالامپور، مالزی)     | ۲۱–۲۳ اوت ۲۰۱۷         | ۱۱–۱۳ سپتامبر ۲۰۱۷     |
| مرحله حذفی    | نیمه‌نهایی     | ۶ ژوئن ۲۰۱۷ (کوالالامپور، مالزی)     | ۲۶–۲۷ سپتامبر ۲۰۱۷     | ۱۷–۱۸ اکتبر ۲۰۱۷       |
| مرحله حذفی    | فینال         | ۶ ژوئن ۲۰۱۷ (کوالالامپور، مالزی)     | ۱۸ نوامبر ۲۰۱۷         | ۲۵ نوامبر ۲۰۱۷         |

## مرحله انتخابی
در مسابقات مقدماتی، هر مسابقه تنها در قالب یک بازی انجام می‌شود. در صورت لزوم مسابقه می‌تواند به وقت اضافه و ضربات پنالتی نیز برود (براساس ماده ۹٬۲). هشت برنده مرحله مقدماتی می‌توانند برای رسیدن به مرحله گروهی از ۲۴ بازیکن آزاد استفاده کنند. بازنده‌های مسابقات مرحله مقدماتی (فقط دور ۱ و دور ۲) وارد مرحله گروهی ای‌اف‌سی کاپ ۲۰۱۷ خواهند شد.
در جدول مسابقات مقدماتی، هر تیم براساس رتبه‌بندی فدراسیون آن تیم که توسط ای‌اف‌سی تعیین شده، با تیم بالاتر از خود به مسابقه می‌پردازد. تیم‌هایی که از یک فدراسیون هستند نمی‌توانند در مقابل یکدیگر قرار گیرند.

### مرحله ۱
| تیم ۱     | نتیجه     | تیم ۲         |
| منطقه شرق | منطقه شرق | منطقه شرق     |
| --------- | --------- | ------------- |
| گلوبال    | ۲–۰       | تامپینس روفرز |

### مرحله ۲
| تیم ۱          | نتیجه              | تیم ۲            |
| منطقه غرب      | منطقه غرب          | منطقه غرب        |
| -------------- | ------------------ | ---------------- |
| الوحدات        | ۲–۱                | بنگالورو         |
| نسف قرشی       | ۴–۰                | الحد             |
| منطقه شرق      |                    |                  |
| کیتچی          | ۳–۲ (و.ا.)         | هانوی تی‌وتی      |
| بانکوک یونایتد | ۱–۱ (و.ا.) (۵–۴ پ) | جوهور دارالتعظیم |
| سوکوتای        | ۵–۰                | یاداناربون       |
| بریزبن رور     | ۶–۰                | گلوبال           |

### مرحله ۳
| تیم ۱          | نتیجه              | تیم ۲            |
| منطقه غرب      | منطقه غرب          | منطقه غرب        |
| -------------- | ------------------ | ---------------- |
| الوحده         | ۳–۰                | الوحدات          |
| الفتح          | ۱–۰                | نسف قرشی         |
| استقلال        | ۰–۰ (و.ا.) (۴–۳ پ) | السد             |
| الجیش          | ۰–۰ (و.ا.) (۱–۳ پ) | بنیادکار         |
| منطقه شرق      |                    |                  |
| اولسان هیوندای | ۱–۱ (و.ا.) (۴–۳ پ) | کیتچی            |
| گامبا اوساکا   | ۳–۰                | جوهور دارالتعظیم |
| اس‌آی‌پی‌جی       | ۳–۰                | سوکوتای          |
| شانگهای شنهوآ  | ۰–۲                | بریزبن رور       |

## مرحله گروهی

### گروه A
| تیم              | بازی | برد | مساوی | باخت | گل‌زده | گل‌خورده | تفاضل‌گل | امتیاز |
| ---------------- | ---- | --- | ----- | ---- | ----- | ------- | ------- | ------ |
| شباب الاهلی      | ۶    | ۳   | ۲     | ۱    | ۱۰    | ۵       | ۵+      | ۱۱     |
| استقلال          | ۶    | ۳   | ۲     | ۱    | ۱۰    | ۵       | ۵+      | ۱۱     |
| التعاون          | ۶    | ۱   | ۲     | ۳    | ۷     | ۱۲      | ۵-      | ۵      |
| لوکوموتیو تاشکند | ۶    | ۱   | ۲     | ۳    | ۷     | ۱۲      | ۵–      | ۵      |

| شباب الاهلی | استقلال | التعاون | لوکوموتیو |
| ----------- | ------- | ------- | --------- |
| —           | ۱–۲     | ۰–۰     | ۴–۰       |
| ۱–۱         | —       | ۳–۰     | ۲–۰       |
| ۱–۳         | ۱–۲     | —       | ۱–۰       |
| ۲–۰         | ۱–۱     | ۴–۴     | —         |

### گروه B
| تیم             | بازی | برد | مساوی | باخت | گل‌زده | گل‌خورده | تفاضل‌گل | امتیاز |
| --------------- | ---- | --- | ----- | ---- | ----- | ------- | ------- | ------ |
| لخویا           | ۶    | ۴   | ۲     | ۰    | ۱۵    | ۶       | ۹+      | ۱۴     |
| استقلال خوزستان | ۶    | ۲   | ۳     | ۱    | ۶     | ۵       | ۱+      | ۹      |
| الفتح           | ۶    | ۱   | ۳     | ۲    | ۷     | ۹       | ۲-      | ۶      |
| الجزیره         | ۶    | ۰   | ۲     | ۴    | ۳     | ۱۱      | ۸-      | ۲      |

| لخویا | استقلال. خ | الفتح | الجزیره |
| ----- | ---------- | ----- | ------- |
| —     | ۱–۲        | ۴–۱   | ۳–۰     |
| ۱–۱   | —          | ۱–۰   | ۱–۱     |
| ۲–۲   | ۱–۱        | —     | ۱–۳     |
| ۱–۳   | ۰–۱        | ۰–۰   | —       |

### گروه C
| تیم      | بازی | برد | مساوی | باخت | گل‌زده | گل‌خورده | تفاضل‌گل | امتیاز |
| -------- | ---- | --- | ----- | ---- | ----- | ------- | ------- | ------ |
| العین    | ۶    | ۳   | ۳     | ۰    | ۱۴    | ۷       | ۷+      | ۱۲     |
| الاهلی   | ۶    | ۳   | ۲     | ۱    | ۱۰    | ۷       | ۳+      | ۱۱     |
| ذوب‌آهن   | ۶    | ۲   | ۱     | ۳    | ۶     | ۹       | ۳–      | ۷      |
| بنیادکار | ۶    | ۱   | ۰     | ۵    | ۵     | ۱۲      | ۷–      | ۳      |

| العین | الاهلی | ذوب آهن | بنیادکار |
| ----- | ------ | ------- | -------- |
| —     | ۲–۲    | ۱–۱     | ۳–۰      |
| ۲–۲   | —      | ۰–۲     | ۰–۲      |
| ۰–۳   | ۱–۲    | —       | ۱–۲      |
| ۲–۳   | ۲–۰    | ۰–۲     | —        |

### گروه D
| تیم      | بازی | برد | مساوی | باخت | گل‌زده | گل‌خورده | تفاضل‌گل | امتیاز |
| -------- | ---- | --- | ----- | ---- | ----- | ------- | ------- | ------ |
| الهلال   | ۶    | ۳   | ۳     | ۰    | ۱۰    | ۷       | ۳+      | ۱۲     |
| پرسپولیس | ۶    | ۲   | ۳     | ۱    | ۹     | ۸       | ۱+      | ۹      |
| الریان   | ۶    | ۲   | ۱     | ۳    | ۱۰    | ۱۳      | ۳–      | ۷      |
| الوحده   | ۶    | ۱   | ۱     | ۴    | ۱۲    | ۱۳      | ۱-      | ۴      |

| الهلال | پرسپولیس | الریان | الوحده |
| ------ | -------- | ------ | ------ |
| —      | ۰–۰      | ۲–۱    | ۱–۰    |
| ۱–۱    | —        | ۰–۰    | ۴–۲    |
| ۳–۴    | ۳–۱      | —      | ۱–۲    |
| ۲–۲    | ۲–۳      | ۱–۵    | —      |

### گروه E
| تیم               | بازی | برد | مساوی | باخت | گل‌زده | گل‌خورده | تفاضل‌گل | امتیاز |
| ----------------- | ---- | --- | ----- | ---- | ----- | ------- | ------- | ------ |
| کاشیما آنتلرز     | ۶    | ۴   | ۰     | ۲    | ۱۳    | ۵       | ۸+      | ۱۲     |
| موانگتونگ یونایتد | ۶    | ۳   | ۲     | ۱    | ۷     | ۳       | ۴+      | ۱۱     |
| اولسان هیوندای    | ۶    | ۲   | ۱     | ۳    | ۹     | ۹       | ۰       | ۷      |
| بریزبن رور        | ۶    | ۱   | ۱     | ۴    | ۴     | ۱۶      | ۱۲–     | ۴      |

| ک.آنتلرز | موانگتونگ. ی | اولسان ه. | بریزبن رور |
| -------- | ------------ | --------- | ---------- |
| —        | ۱–۲          | ۲–۰       | ۳–۰        |
| ۲–۱      | —            | ۱–۰       | ۳–۰        |
| ۰–۴      | ۰–۰          | —         | ۰–۶        |
| ۲–۱      | ۰–۰          | ۲–۳       | —          |

### گروه F
| تیم                | بازی | برد | مساوی | باخت | گل‌زده | گل‌خورده | تفاضل‌گل | امتیاز |
| ------------------ | ---- | --- | ----- | ---- | ----- | ------- | ------- | ------ |
| اوراوا رد دیاموندز | ۵    | ۴   | ۰     | ۱    | ۱۸    | ۶       | ۱۲+     | ۱۲     |
| اس‌آی‌پی‌جی           | ۵    | ۴   | ۰     | ۱    | ۱۳    | ۶       | ۷+      | ۱۲     |
| سئول               | ۵    | ۱   | ۰     | ۴    | ۹     | ۱۵      | ۶–      | ۳      |
| وسترن سیدنی        | ۵    | ۱   | ۰     | ۴    | ۷     | ۲۰      | ۱۳–     | ۳      |

| اوراوا رد | اس‌آی‌پی‌جی | سئول | وسترن س. |
| --------- | -------- | ---- | -------- |
| —         | ۰–۱      | ۵–۲  | ۶–۱      |
| ۳–۲       | —        | ۴–۲  | ۵–۱      |
| ۱–۰       | ۰–۱      | —    | ۲–۳      |
| ۰–۴       | ۳–۲      | ۳–۲  | —        |

### گروه G
| تیم              | بازی | برد | مساوی | باخت | گل‌زده | گل‌خورده | تفاضل‌گل | امتیاز |
| ---------------- | ---- | --- | ----- | ---- | ----- | ------- | ------- | ------ |
| کاوازاکی فرونتال | ۶    | ۲   | ۴     | ۰    | ۸     | ۳       | ۵+      | ۱۰     |
| گوانگ‌ژو اورگراند | ۶    | ۲   | ۴     | ۰    | ۱۸    | ۵       | ۱۳+     | ۱۰     |
| سوون سامسونگ     | ۶    | ۲   | ۳     | ۱    | ۱۱    | ۶       | ۵+      | ۹      |
| ایسترن اسپورتز   | ۶    | ۰   | ۱     | ۵    | ۱     | ۲۴      | ۲۳–     | ۱      |

| کاوازاکی | گوانگ‌ژو | سوون س. | ایسترن ا. |
| -------- | ------- | ------- | --------- |
| —        | ۰–۰     | ۱–۱     | ۴–۰       |
| ۱–۱      | —       | ۲–۲     | ۷–۰       |
| ۰–۱      | ۲–۲     | —       | ۰–۵       |
| ۱–۱      | ۰–۶     | ۰–۱     | —         |

### گروه H
| تیم            | بازی | برد | مساوی | باخت | گل‌زده | گل‌خورده | تفاضل‌گل | امتیاز |
| -------------- | ---- | --- | ----- | ---- | ----- | ------- | ------- | ------ |
| جیانگسو سونینگ | ۶    | ۵   | ۰     | ۱    | ۹     | ۳       | ۶+      | ۱۵     |
| ججو یونایتد    | ۶    | ۳   | ۱     | ۲    | ۱۲    | ۹       | ۳+      | ۱۰     |
| آدلاید یونایتد | ۶    | ۱   | ۲     | ۳    | ۱۰    | ۱۳      | ۳–      | ۵      |
| گامبا اوساکا   | ۶    | ۱   | ۱     | ۴    | ۷     | ۱۳      | ۶–      | ۴      |

| جیانگسو | ججو ی. | آدلاید ی. | گامبا اوساکا |
| ------- | ------ | --------- | ------------ |
| —       | ۲–۱    | ۲–۱       | ۳–۰          |
| ۰–۱     | —      | ۱–۳       | ۲–۰          |
| ۰–۱     | ۳–۳    | —         | ۰–۳          |
| ۰–۱     | ۱–۴    | ۳–۳       | —            |

## مرحله حذفی
در مرحله حذفی، ۱۶ تیم صعود کرده از مرحله گروهی، در دو منطقه متفاوت تا فینال رقابت‌ها به مسابقه می‌پردازند. در این مسابقات دو تیم در دو بازی رفت و برگشت در خانهٔ خود و حریف به رقابت می‌پردازند. تیمی که در مجموع دو مسابقه برتر باشد (گل‌های وقت اضافه محاسبه نخواهد شد و در صورت لزوم امکان محاسبهٔ قانون گل زده در خانه حریف و رسیدن مسابقه به ضربات پنالتی می‌باشد)، صعود و به مرحله بعد خواهد رفت.
نبرد تیم‌ها بعد از مرحلهٔ گروهی بدین صورت است که تیم اول صعودکنندهٔ گروه A، ملزم به رویارویی با تیم دوم گروه C است. همچنین تیم دوم گروه A باید با تیم اول گروه C مبارزه کند. این روال در مورد گروه‌های دیگر به صورت فاصلهٔ دوتایی صدق می‌کند.
چارت زیر نوشته شده بر اساس قرعه کشی برای مرحلهٔ یک چهارم نهایی است. این قرعه کشی که در روز ۶ ژوئن سال ۲۰۱۷ (۱۶ خرداد ۱۳۹۶) و در ساعت ۱۲:۳۰ (به وقت ایران) برگزار شد، تیم‌های صعودکننده به مرحلهٔ یک چهارم نهایی را آمادهٔ رویارویی با یکدیگر کرد.
با توجه به اینکه تنها نماینده‌های غرب و شرق در فینال رقابت‌ها دیدار می‌کنند، برندهٔ هر کدام از مسابقه‌ها با برندهٔ منطقهٔ خود دیدار می‌کند. دیدار نیمه نهایی بین برندگان مرحلهٔ یک چهارم نهایی برگزار خواهد شد و برندهٔ آن‌ها نیز در فینال رقابت‌ها دیدار خواهند کرد.
- نکته جالب این قرعه کشی در بازی‌های شرق آسیا بود، چرا که دو تیم چینی با یکدیگر و دو تیم ژاپنی نیز با یکدیگر به رقابت خواهند پرداخت.
- پرسپولیسی‌ها نیز در حالی باید در زمین بی‌طرف به میدان بروند دیدار اول را به عنوان تیم میزبان و دیدار دوم را به عنوان تیم مهمان برگزار خواهند کرد.
- با توجه به قرعه کشی انجام شده بازی‌های دور رفت مرحله یک چهارم نهایی در روزهای ۳۱ مرداد ماه تا ۲ شهریور ماه برگزار خواهد شد.
- بازی‌های برگشت این دور نیز در روزهای ۲۱ تا ۲۳ شهریور ماه برگزار می‌شود.
- زمان بازی‌های دور رفت مرحله نیمه نهایی روزهای ۵ و ۶ مهر ماه خواهد بود.
- دور برگشت نیمه نهایی نیز در روزهای ۲۶ و ۲۷ مهرماه برگزار خواهد شد.
- دو بازی نهایی لیگ قهرمانان آسیا ۲۰۱۷ نیز در روزهای ۲۸ آبان ماه و ۸ آذرماه برگزار خواهد شد.[۲۲]

|  | یک‌هشتم نهایی             | یک‌هشتم نهایی       | یک‌هشتم نهایی | یک‌هشتم نهایی |       |                  | یک‌چهارم نهایی | یک‌چهارم نهایی | یک‌چهارم نهایی | یک‌چهارم نهایی |          |   | نیمه‌نهایی | نیمه‌نهایی | نیمه‌نهایی | نیمه‌نهایی |  |        | فینال | فینال | فینال | فینال |
|  |                          |                    |              |              |       |                  |               |               |               |               |          |   |           |           |           |           |  |        |       |       |       |       |
|  | استقلال                  | ۱                  | ۱            | ۲            |       |                  |               |               |               |               |          |   |           |           |           |           |  |        |       |       |       |       |
|  | العین                    | ۰                  | ۶            | ۶            |       |                  |               |               |               |               |          |   |           |           |           |           |  |        |       |       |       |       |
|  | العین                    | ۰                  | ۶            | ۶            |       | العین            | ۰             | ۰             | ۰             |               |          |   |           |           |           |           |  |        |       |       |       |       |
|  |                          |                    |              |              |       | العین            | ۰             | ۰             | ۰             |               |          |   |           |           |           |           |  |        |       |       |       |       |
|  |                          | الهلال             | ۰            | ۳            | ۳     |                  |               |               |               |               |          |   |           |           |           |           |  |        |       |       |       |       |
|  | استقلال خوزستان          | الهلال             | ۰            | ۳            | ۳     | ۱                | ۱             | ۲             |               |               |          |   |           |           |           |           |  |        |       |       |       |       |
|  | استقلال خوزستان          |                    |              |              |       | ۱                | ۱             | ۲             |               |               |          |   |           |           |           |           |  |        |       |       |       |       |
|  | الهلال                   | ۲                  | ۲            | ۴            |       |                  |               |               |               |               |          |   |           |           |           |           |  |        |       |       |       |       |
|  | الهلال                   | ۲                  | ۲            | ۴            |       |                  |               |               |               |               | الهلال   | ۴ | ۲         | ۶         |           |           |  |        |       |       |       |       |
|  |                          |                    |              |              |       |                  |               |               |               |               |          | ۴ | ۲         | ۶         |           |           |  |        |       |       |       |       |
|  |                          | پرسپولیس           | ۰            | ۲            | ۲     |                  |               |               |               |               |          |   |           |           |           |           |  |        |       |       |       |       |
|  | پرسپولیس                 | پرسپولیس           | ۰            | ۲            | ۲     | ۰                | ۱             | ۱             |               |               |          |   |           |           |           |           |  |        |       |       |       |       |
|  | پرسپولیس                 |                    |              |              |       | ۰                | ۱             | ۱             |               |               |          |   |           |           |           |           |  |        |       |       |       |       |
|  | لخویا                    | ۰                  | ۰            | ۰            |       |                  |               |               |               |               |          |   |           |           |           |           |  |        |       |       |       |       |
|  | لخویا                    | ۰                  | ۰            | ۰            |       | پرسپولیس         | ۲             | ۳             | ۵             |               |          |   |           |           |           |           |  |        |       |       |       |       |
|  |                          |                    |              |              |       | پرسپولیس         | ۲             | ۳             | ۵             |               |          |   |           |           |           |           |  |        |       |       |       |       |
|  |                          | الاهلی             | ۲            | ۱            | ۳     |                  |               |               |               |               |          |   |           |           |           |           |  |        |       |       |       |       |
|  | الاهلی                   | الاهلی             | ۲            | ۱            | ۳     | ۱                | ۳             | ۴             |               |               |          |   |           |           |           |           |  |        |       |       |       |       |
|  | الاهلی                   |                    |              |              |       | ۱                | ۳             | ۴             |               |               |          |   |           |           |           |           |  |        |       |       |       |       |
|  | الاهلی                   | ۱                  | ۱            | ۲            |       |                  |               |               |               |               |          |   |           |           |           |           |  |        |       |       |       |       |
|  | الاهلی                   | ۱                  | ۱            | ۲            |       |                  |               |               |               |               |          |   |           |           |           |           |  | الهلال | ۱     | ۰     | ۱     |       |
|  |                          |                    |              |              |       |                  |               |               |               |               |          |   |           |           |           |           |  | الهلال | ۱     | ۰     | ۱     |       |
|  |                          | اوراوا رد دیاموندز | ۱            | ۱            | ۲     |                  |               |               |               |               |          |   |           |           |           |           |  |        |       |       |       |       |
|  | اس‌آی‌پی‌جی                 | اوراوا رد دیاموندز | ۱            | ۱            | ۲     | ۲                | ۳             | ۵             |               |               |          |   |           |           |           |           |  |        |       |       |       |       |
|  | اس‌آی‌پی‌جی                 |                    |              |              |       | ۲                | ۳             | ۵             |               |               |          |   |           |           |           |           |  |        |       |       |       |       |
|  | جیانگسو سونینگ           | ۱                  | ۲            | ۳            |       |                  |               |               |               |               |          |   |           |           |           |           |  |        |       |       |       |       |
|  | جیانگسو سونینگ           | ۱                  | ۲            | ۳            |       | اس‌آی‌پی‌جی (پ.)    | ۴             | ۱             | ۵ (۵)         |               |          |   |           |           |           |           |  |        |       |       |       |       |
|  |                          |                    |              |              |       | اس‌آی‌پی‌جی (پ.)    | ۴             | ۱             | ۵ (۵)         |               |          |   |           |           |           |           |  |        |       |       |       |       |
|  |                          | گوانگ‌ژو اورگراند   | ۰            | ۵            | ۵ (۴) |                  |               |               |               |               |          |   |           |           |           |           |  |        |       |       |       |       |
|  | گوانگ‌ژو اورگراند(گ.ز.)   | گوانگ‌ژو اورگراند   | ۰            | ۵            | ۵ (۴) | ۱                | ۱             | ۲             |               |               |          |   |           |           |           |           |  |        |       |       |       |       |
|  | گوانگ‌ژو اورگراند(گ.ز.)   |                    |              |              |       | ۱                | ۱             | ۲             |               |               |          |   |           |           |           |           |  |        |       |       |       |       |
|  | کاشیما آنتلرز            | ۰                  | ۲            | ۲            |       |                  |               |               |               |               |          |   |           |           |           |           |  |        |       |       |       |       |
|  | کاشیما آنتلرز            | ۰                  | ۲            | ۲            |       |                  |               |               |               |               | اس‌آی‌پی‌جی | ۱ | ۰         | ۱         |           |           |  |        |       |       |       |       |
|  |                          |                    |              |              |       |                  |               |               |               |               |          | ۱ | ۰         | ۱         |           |           |  |        |       |       |       |       |
|  |                          | اوراوا رد دیاموندز | ۱            | ۱            | ۲     |                  |               |               |               |               |          |   |           |           |           |           |  |        |       |       |       |       |
|  | موانگتونگ یونایتد        | اوراوا رد دیاموندز | ۱            | ۱            | ۲     | ۱                | ۱             | ۲             |               |               |          |   |           |           |           |           |  |        |       |       |       |       |
|  | موانگتونگ یونایتد        |                    |              |              |       | ۱                | ۱             | ۲             |               |               |          |   |           |           |           |           |  |        |       |       |       |       |
|  | کاوازاکی فرونتال         | ۳                  | ۴            | ۷            |       |                  |               |               |               |               |          |   |           |           |           |           |  |        |       |       |       |       |
|  | کاوازاکی فرونتال         | ۳                  | ۴            | ۷            |       | کاوازاکی فرونتال | ۳             | ۱             | ۴             |               |          |   |           |           |           |           |  |        |       |       |       |       |
|  |                          |                    |              |              |       | کاوازاکی فرونتال | ۳             | ۱             | ۴             |               |          |   |           |           |           |           |  |        |       |       |       |       |
|  |                          | اوراوا رد دیاموندز | ۱            | ۴            | ۵     |                  |               |               |               |               |          |   |           |           |           |           |  |        |       |       |       |       |
|  | ججو یونایتد              | اوراوا رد دیاموندز | ۱            | ۴            | ۵     | ۲                | ۰             | ۲             |               |               |          |   |           |           |           |           |  |        |       |       |       |       |
|  | ججو یونایتد              |                    |              |              |       | ۲                | ۰             | ۲             |               |               |          |   |           |           |           |           |  |        |       |       |       |       |
|  | اوراوا رد دیاموندز(و.ا.) | ۰                  | ۳            | ۳            |       |                  |               |               |               |               |          |   |           |           |           |           |  |        |       |       |       |       |

### یک‌هشتم نهایی
۱۶ تیم از مرحله گروهی به یک‌هشتم صعود کردند.
| تیم ۱             | نتیجه‌نهایی | تیم ۲              | بازی رفت  | بازی برگشت |
| منطقه غرب         | منطقه غرب  | منطقه غرب          | منطقه غرب | منطقه غرب  |
| ----------------- | ---------- | ------------------ | --------- | ---------- |
| الاهی             | ۴–۲        | شباب الاهلی        | ۱–۱       | ۳–۱        |
| استقلال خ         | ۲–۴        | الهلال             | ۱–۲       | ۱–۲        |
| پرسپولیس          | ۱–۰        | لخویا              | ۰–۰       | ۱–۰        |
| استقلال           | ۲–۶        | العین              | ۱–۰       | ۱–۶        |
| منطقه شرق         |            |                    |           |            |
| موانگتونگ یونایتد | ۲–۷        | کاوازاکی فرونتال   | ۱–۳       | ۱–۴        |
| گوانگ‌ژو اورگراند  | ۲–۲        | کاشیما آنتلرز      | ۲–۱       | ۰–۱        |
| شانگهای اس‌آی‌پی‌جی  | ۵–۳        | جیانگسو سونینگ     | ۲–۱       | ۳–۲        |
| ججو یونایتد       | ۲–۳        | اوراوا رد دایموندز | ۲–۰       | ۰–۳        |

### یک چهارم نهایی
| تیم ۱            | نتیجه‌نهایی   | تیم ۲              | بازی رفت  | بازی برگشت |
| منطقه غرب        | منطقه غرب    | منطقه غرب          | منطقه غرب | منطقه غرب  |
| ---------------- | ------------ | ------------------ | --------- | ---------- |
| العین            | ۰–۳          | الهلال             | ۰–۰       | ۰–۳        |
| پرسپولیس         | ۵–۳          | الاهلی             | ۲–۲       | ۳–۱        |
| منطقه شرق        |              |                    |           |            |
| شانگهای اس‌آی‌پی‌جی | ۵–۵ (پ. ۵–۴) | گوانگ‌ژو اورگراند   | ۴–۰       | ۱–۵ (و.ا.) |
| کاوازاکی فرونتال | ۴–۵          | اوراوا رد دیاموندز | ۳–۱       | ۱–۴        |

### نیمه نهایی
| تیم ۱            | نتیجه‌نهایی | تیم ۲              | بازی رفت  | بازی برگشت |
| منطقه غرب        | منطقه غرب  | منطقه غرب          | منطقه غرب | منطقه غرب  |
| ---------------- | ---------- | ------------------ | --------- | ---------- |
| الهلال           | ۲–۶        | پرسپولیس           | ۰–۴       | ۲–۲        |
| منطقه شرق        |            |                    |           |            |
| شانگهای اس‌آی‌پی‌جی | ۱–۲        | اوراوا رد دیاموندز | ۱–۱       | ۰–۱        |

### فینال
| تیم ۱  | نتیجه‌نهایی | تیم ۲              | بازی رفت | بازی برگشت |
| ------ | ---------- | ------------------ | -------- | ---------- |
| الهلال | ۱–۲        | اوراوا رد دیاموندز | ۱–۱      | ۰–۱        |

## قهرمان
| قهرمان لیگ قهرمانان آسیا ۲۰۱۷ |
| ----------------------------- |
| اوراوا رد دایموندز            |
| دومین قهرمانی                 |

## جوایز
| جایزه              | بازیکن          | باشگاه             |
| ------------------ | --------------- | ------------------ |
| ارزشمندترین بازیکن | یوسوکه کاشیواگی | اوراوا رد دایموندز |
| بهترین گلزن        | عمر خربین       | الهلال             |
| بازی جوانمردانه    | —               | اوراوا رد دایموندز |

## گلزنان برتر
- به‌روزرسانی در تاریخ ۱۸ اکتبر ۲۰۱۷

بازیکنان پر رنگ هنوز در رقابت‌ها حضور دارند.
| رتبه | بازیکن         | باشگاه             | م. گ. ۱ | م. گ. ۲ | م. گ. ۳ | م. گ. ۴ | م. گ. ۵ | م. گ. ۶ | یک‌ه. ۱ | یک‌ه. ۲ | یک‌چ. ۱ | یک‌چ. ۲ | ن. ن. ۱ | ن. ن. ۲ | ف. ۱ | ف. ۲ | کل |
| ---- | -------------- | ------------------ | ------- | ------- | ------- | ------- | ------- | ------- | ------ | ------ | ------ | ------ | ------- | ------- | ---- | ---- | -- |
| ۱    | عمر خربین      | الهلال             |         |         | ۱       |         |         | ۲       |        | ۱      |        |        | ۳       | ۲       | ۱    |      | ۱۰ |
| ۲    | هالک           | شانگهای اس‌آی‌پی‌جی   | ۱       | ۱       | ۱       |         | ۱       |         | ۱      | ۱      | ۱      | ۱      | ۱       |         |      |      | ۹  |
| ۲    | رافائل سیلوا   | اوراوا رد دیاموندز | ۱       |         | ۱       | ۱       | ۲       |         |        |        |        | ۱      |         | ۱       | ۱    | ۱    | ۹  |
| ۴    | عمر عبدالرحمان | العین              |         | ۲       |         | ۱       | ۱       | ۱       |        | ۲      |        |        |         |         |      |      | ۷  |
| ۴    | کارلوس ادواردو | الهلال             | ۱       | ۱       |         | ۱       |         |         | ۱      |        |        | ۳      |         |         |      |      | ۷  |
| ۴    | مهدی طارمی     | پرسپولیس           |         | ۲       | ۱       |         |         | ۳       |        |        |        | ۱      |         |         |      |      | ۷  |
| ۴    | آلان           | گوانگ‌ژو اورگراند   | ۱       | ۱       | ۱       |         | ۲       |         |        |        |        | ۲      |         |         |      |      | ۷  |
| ۴    | ریکاردو گولرت  | گوانگ‌ژو اورگراند   | ۱       | ۱       |         |         |         | ۲       |        |        |        | ۳      |         |         |      |      | ۷  |
| ۹    | یو کوبایاشی    | کاوازاکی           | ۱       |         | ۱       |         |         |         | ۱      | ۱      | ۲      |        |         |         |      |      | ۶  |
| ۹    | کاوه رضایی     | استقلال تهران      |         | ۱       |         | ۱       | ۱       | ۱       | ۱      | ۱      |        |        |         |         |      |      | ۶  |
| ۱۱   | عمر السومه     | الاهلی عربستان     | ۱       | ۱       |         | ۲       |         |         |        |        | ۱      |        |         |         |      |      | ۵  |
| ۱۱   | مارات بیکمائف  | لوکوموتیو تاشکند   |         | ۱       |         | ۱       | ۳       |         |        |        |        |        |         |         |      |      | ۵  |
| ۱۱   | پائولینیو      | گوانگ‌ژو اورگراند   | ۱       |         |         |         | ۲       |         | ۱      | ۱      |        |        |         |         |      |      | ۵  |
| ۱۱   | تراسیل دنگدا   | موانگتونگ یونایتد  |         |         |         | ۱       | ۱       | ۱       | ۱      | ۱      |        |        |         |         |      |      | ۵  |
| ۱۱   | وو لی          | شانگهای اس‌آی‌پی‌جی   |         | ۱       |         |         | ۱       | ۱       |        |        | ۲      |        |         |         |      |      | ۵  |

توجه: گل‌هایی که در مرحلهٔ پلی آف به ثمر رسیده در این لیست محاسبه نشده است. (طبق ماده ۶۴٫۴)
منبع: AFC

## گلزنان باشگاه‌های ایرانی
- به‌روزرسانی در تاریخ ۱۲ سپتامبر ۲۰۱۷

| رتبه | بازیکن          | باشگاه          | م. گ. ۱ | م. گ. ۲ | م. گ. ۳ | م. گ. ۴ | م. گ. ۵ | م. گ. ۶ | یک‌ه. ۱ | یک‌ه. ۲ | یک‌چ. ۱ | یک‌چ. ۲ | ن. ن. ۱ | ن. ن. ۲ | ف. ۱ | ف. ۲ | کل |
| ---- | --------------- | --------------- | ------- | ------- | ------- | ------- | ------- | ------- | ------ | ------ | ------ | ------ | ------- | ------- | ---- | ---- | -- |
| ۱    | مهدی طارمی      | پرسپولیس        |         | ۲       | ۱       |         |         | ۳       |        |        |        | ۱      |         |         |      |      | ۷  |
| ۲    | کاوه رضایی      | استقلال تهران   |         | ۱       |         | ۱       | ۱       | ۱       | ۱      | ۱      |        |        |         |         |      |      | ۶  |
| ۳    | گادوین منشأ     | پرسپولیس        |         |         |         |         |         |         |        |        | ۱      | ۱      |         | ۲       |      |      | ۴  |
| ۴    | آلویس نانگ      | استقلال خوزستان |         | ۱       |         | ۱       |         |         |        | ۱      |        |        |         |         |      |      | ۳  |
| ۵    | حسن بیت سعید    | استقلال خوزستان |         |         | ۱       |         |         |         |        | ۱      |        |        |         |         |      |      | ۲  |
| ۵    | مرتضی تبریزی    | ذوب‌آهن          |         |         | ۱       | ۱       |         |         |        |        |        |        |         |         |      |      | ۲  |
| ۵    | جری بنگتسون     | ذوب‌آهن          | ۱       |         | ۱       |         |         |         |        |        |        |        |         |         |      |      | ۲  |
| ۸    | علی علیپور      | پرسپولیس        |         |         |         |         |         |         |        |        |        | ۱      |         |         |      |      | ۱  |
| ۸    | شجاع خلیل‌زاده   | پرسپولیس        |         |         |         |         |         |         |        |        | ۱      |        |         |         |      |      | ۱  |
| ۸    | مهدی زبیدی      | استقلال خوزستان |         |         |         |         |         | ۱       |        |        |        |        |         |         |      |      | ۱  |
| ۸    | جابر انصاری     | استقلال تهران   |         |         |         |         |         | ۱       |        |        |        |        |         |         |      |      | ۱  |
| ۸    | سروش رفیعی      | پرسپولیس        |         |         |         |         |         | ۱       |        |        |        |        |         |         |      |      | ۱  |
| ۸    | سلمان بحرانی    | استقلال خوزستان |         |         |         |         | ۱       |         |        |        |        |        |         |         |      |      | ۱  |
| ۸    | وحید محمدزاده   | ذوب‌آهن          |         |         |         | ۱       |         |         |        |        |        |        |         |         |      |      | ۱  |
| ۸    | علی قربانی      | استقلال تهران   |         |         | ۱       |         |         |         |        |        |        |        |         |         |      |      | ۱  |
| ۸    | فرشید اسماعیلی  | استقلال تهران   |         |         | ۱       |         |         |         |        |        |        |        |         |         |      |      | ۱  |
| ۸    | مهدی رجب زاده   | ذوب‌آهن          |         | ۱       |         |         |         |         |        |        |        |        |         |         |      |      | ۱  |
| ۸    | وحید امیری      | پرسپولیس        |         | ۱       |         |         |         |         |        |        |        |        |         |         |      |      | ۱  |
| ۸    | لئاندرو پادوانی | استقلال تهران   |         | ۱       |         |         |         |         |        |        |        |        |         |         |      |      | ۱  |
| ۸    | محسن کریمی      | استقلال تهران   |         | ۱       |         |         |         |         |        |        |        |        |         |         |      |      | ۱  |
| ۸    | محسن مسلمان     | پرسپولیس        | ۱       |         |         |         |         |         |        |        |        |        |         |         |      |      | ۱  |
| ۸    | امید ابراهیمی   | استقلال تهران   | ۱       |         |         |         |         |         |        |        |        |        |         |         |      |      | ۱  |
| ۸    | ابوالفضل علایی  | استقلال خوزستان | ۱       |         |         |         |         |         |        |        |        |        |         |         |      |      | ۱  |

توجه: گل‌هایی که در مرحلهٔ پلی آف به ثمر رسیده در این لیست محاسبه نشده است. (طبق ماده ۶۴٫۴)
منبع: AFC

### گلزنان به تفکیک باشگاه
| باشگاه          | بازیکن          | گل | مجموع |
| --------------- | --------------- | -- | ----- |
| پرسپولیس        | مهدی طارمی      | ۷  | ۱۶    |
| پرسپولیس        | گادوین منشأ     | ۴  | ۱۶    |
| پرسپولیس        | علی علیپور      | ۱  | ۱۶    |
| پرسپولیس        | شجاع خلیل‌زاده   | ۱  | ۱۶    |
| پرسپولیس        | سروش رفیعی      | ۱  | ۱۶    |
| پرسپولیس        | وحید امیری      | ۱  | ۱۶    |
| پرسپولیس        | محسن مسلمان     | ۱  | ۱۶    |
| استقلال         | کاوه رضایی      | ۶  | ۱۲    |
| استقلال         | جابر انصاری     | ۱  | ۱۲    |
| استقلال         | علی قربانی      | ۱  | ۱۲    |
| استقلال         | فرشید اسماعیلی  | ۱  | ۱۲    |
| استقلال         | لئاندرو پادوانی | ۱  | ۱۲    |
| استقلال         | محسن کریمی      | ۱  | ۱۲    |
| استقلال         | امید ابراهیمی   | ۱  | ۱۲    |
| استقلال خوزستان | آلویس نانگ      | ۳  | ۷     |
| استقلال خوزستان | حسن بیت سعید    | ۲  | ۷     |
| استقلال خوزستان | مهدی زبیدی      | ۱  | ۷     |
| استقلال خوزستان | سلمان بحرانی    | ۱  | ۷     |
| ذوب‌آهن          | مرتضی تبریزی    | ۲  | ۶     |
| ذوب‌آهن          | جری بنگتسون     | ۲  | ۶     |
| ذوب‌آهن          | وحید محمدزاده   | ۱  | ۶     |
| ذوب‌آهن          | مهدی رجب زاده   | ۱  | ۶     |

## جوایز فردی
| روز مسابقه              | بهترین بازیکن هفته | بهترین بازیکن هفته |
| روز مسابقه              | نام بازیکن         | تیم                |
| مرحله گروهی             | مرحله گروهی        | مرحله گروهی        |
| ----------------------- | ------------------ | ------------------ |
| روز مسابقه ۱            | یوسف العربی        | لخویا              |
| روز مسابقه ۲            | کیم این-سونگ       | اولسان هیوندای     |
| روز مسابقه ۳            | یون ایل-لوک        | اف‌سی سئول          |
| روز مسابقه ۴            | کو-سونگ بیوم       | سوون سامسونگ       |
| روز مسابقه ۵            | خالد عیسی          | العین              |
| روز مسابقه ۶            | نیکولاس میلسی      | الهلال             |
| مرحله حذفی              |                    |                    |
| دور رفت یک‌هشتم نهایی    | تیراسیل دانگدا     | موانگتونگ یونایتد  |
| دور برگشت یک‌هشتم نهایی  | عمر عبدالرحمان     | العین              |
| دور رفت یک‌چهارم نهایی   | یو کوبایاشی        | کاوازاکی فرونتال   |
| دور برگشت یک‌چهارم نهایی | کارلوس ادواردو     | الهلال             |
| دور رفت نیمه نهایی      | عمر خربین          | الهلال             |
| دور برگشت نیمه نهایی    | گادوین منشأ        | پرسپولیس           |
| فینال                   | محمد البریک        | الهلال             |